# Edward Scofield
Edward Scofield (Clearfield, 28 marzo 1842 – Oconto, 3 febbraio 1925) è stato un politico e militare statunitense. Fu capitano durante la guerra civile americana, membro del Senato del Wisconsin per il partito repubblicano dal 1887 al 1891 e il 19º governatore del Wisconsin dal 1897 al 1901.

## Biografia
Scofield nacque nella contea di Clearfield, in Pennsylvania, il 28 marzo 1842. Divenne apprendista tipografo nella sede di un giornale di Indiana, in Pennsylvania, e lavorò nel settore dei giornali per un certo numero di anni. Scofield combatté nella guerra civile americana come membro dell'11º reggimento della riserva della Pennsylvania. Divenuto luogotenente, dopo la battaglia di South Mountain fu promosso capitano. Partecipò a tutte le battaglie del suo reggimento fino alla Battaglia del Wilderness il 5 maggio 1864, quando fu fatto prigioniero ed erroneamente riportato come morto. Fu prigioniero per dieci mesi, durante i quali fu detenuto nelle prigioni del sud prima di essere rilasciato a Wilmington, nella Carolina del Nord, il 1º marzo 1865. Fu promosso maggiore dopo la sua liberazione.
Scofield lavorò poi come ingegnere per la Atlantic and Great Western Railroad. Nel 1868, si trasferì a Oconto, nel Wisconsin, dove entrò nell'industria del legname e divenne un dirigente nella Marinette Mill Co. Entrò in politica quando fu eletto al Senato del Wisconsin nel 1886 come repubblicano battendo il democratico Amos Holgate. Fu nominato per vari comitati permanenti su progetti di legge e sulle ferrovie.
Nel 1896 Scofield fu eletto come il 19º Governatore del Wisconsin. Entrò nella corsa governativa come conservatore contro il progressista repubblicano Robert M. La Follette Vincendo la nomination repubblicana al sesto scrutinio, sconfisse il suo avversario democratico Willis C. Silverthorn. Durante il suo mandato stabilì un sistema contabile centrale e sovrintese alla revisione delle leggi bancarie dello stato. Aumentò i fondi della scuola pubblica e aiutò le truppe a servire nella guerra ispano-americana. Dopo aver completato un secondo mandato in carica, tornò ai suoi interessi commerciali in Oconto. 
Scofield morì nella sua casa di Oconto il 3 febbraio 1925 (età di 82 anni). È sepolto nel cimitero di Evergreen a Oconto. Sposò Agnes Potter (1850-1919) e ebbe tre figli, Julia, Paul e George.